# Wilhelm Schorcht
Wilhelm Ernst Carl August Schorcht (* 13. Juli 1826 in Bremen; † 28. Juli 1885 in Harburg, heute Hamburg) war von 1883 bis zu seinem Tod Bürgermeister von Harburg.

## Leben
Wilhelm Schorcht studierte Rechtswissenschaften und legte nach dreijähriger Referendarzeit in Harburg sein zweites Staatsexamen an der Georg-August-Universität Göttingen in Göttingen ab. Nach dem Studium arbeitete er als Obergerichtsanwalt in der Hansestadt Lüneburg. 1853 besetzte er die Stelle des Stadtsyndikus in Harburg an der Elbe. 1855 bewarb sich Wilhelm Schorcht für das Amt des Bürgermeisters der Stadt Harburg. Bei dieser Wahl unterlag Wilhelm Schorcht August Grumbrecht. Schorcht übernahm das Amt des  Bürgermeisters 1883, das er bis zu seinem Tod (1885) innehatte.

## Ehrungen
1927 wurde die Schorchtstraße nach ihm benannt.